# Zajelšje
Zajelšje este o localitate din comuna Ilirska Bistrica, Slovenia, cu o populație de 52 de locuitori.